# Chart kirgiski
Chart kirgiski (oryginalna nazwa тайган [tajgan]) – rasa psa zaliczana do grupy chartów, przynależąca do grupy środkowoazjatyckich chartów orientalnych i zaliczana do chartów pierwotnych dla tej grupy. Tajgan jest rasą niezarejestrowaną w FCI.

## Rys historyczny
W górzystych rejonach Kirgistanu od wielu stuleci żyły w odosobnieniu tajgany, których cechy rasowe zostały uformowane przez surowe warunki klimatyczno-terenowe. Problemy z zachowaniem czystości rasowej u tajganów pojawiły się wraz z okresem wielkich migracji ludności, która na tereny Kirgistanu wprowadzała własne psy. Doprowadziło to do niekontrolowanych krzyżowań pomiędzy psami i powstawania mieszańców. W roku 1947 minister gospodarki Związku Radzieckiego wydał rozporządzenie na mocy którego, każda republika należąca do związku powinna mieć własną, rodzimą rasę. Rozpoczęły się prace nad opracowaniem wzorca rasy, które miały na celu, m.in. zapobiec negatywnej tendencji mieszania się chartów (np. charta środkowoazjatyckiego z tajganem), które wraz z kołchoźnikami były wykorzystywane do polowań, a gdzie nie przykładano wagi do selekcji hodowlanej. Pierwszy standard uznany przez Radę Kynologiczną Związku Radzieckiego został wydany w roku 1964 przez profesora Minjuchina. Jednak działania te zakończyły się niepowodzeniem. Dodatkowo w latach 70. wprowadzono rozporządzenie nakazujące psy swobodnie poruszające się likwidować i traktować jako psy dzikie. Dla żyjącego od zawsze na swobodzie tajgana stało się to poważnym zagrożeniem.
W momencie, gdy kynolodzy uznali tajgana za rasę praktycznie wymarłą, spowodowało to duże zainteresowanie wielu osób pozostałymi przy życiu osobnikami, dostępnymi w rejonach górskich Kirgistanu. Część z nich została sprzedana handlarzom psów, część dostała się do hodowców. Od roku 1987 zaistniała możliwość dokonywania rejestracji rasowych tajganów w Oddziale Polowań z Psami, w Związku Rybołówstwa i Myślistwa. W ten sposób zostały zaprezentowane dwa osobniki charta kirgiskiego w Moskwie na Wystawie Osiągnięć Przemysłu Rolniczego i stały się one podkładem pod regularną hodowlę tej rasy. Do wzrostu zainteresowania tajganem jako rasą, przyczyniło się także potraktowanie go jako elementu dziedzictwa kulturowego Kirgistanu.
W roku 1996 (1 lutego) został ogłoszony nowy wzorzec rasy dla tajgana, a w 2001 zostało założone Narodowe Towarzystwo Kirgiskiego Tajgana. Do jego zadań należy rejestrowanie psów, organizowanie przeglądów hodowlanych oraz prób użytkowych. Jest także upoważnione do doboru odpowiednich partnerów hodowlanych dla psów, których właściciele spisali z Towarzystwem stosowną umowę. Tego typu działania doprowadziły w praktyce do tego, że każde szczenię charta kirgiskiego jest pod kontrolą hodowlaną i jest oceniane pod kątem użyteczności psa myśliwskiego. Współcześnie chart kirgiski jest najbardziej rozpowszechniony na terenach górskich Kirgistanu, szczególnie w strefie Tienszan.

## Wygląd

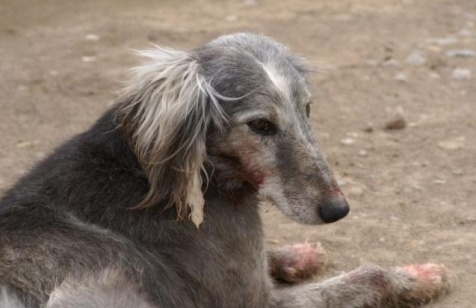
Głowa Tajgana, zdjęcie z rejonu Issyk-kul

Według wzorca przyjętego przez Republikańską Radę Kynologiczną Republiki Kirgiskiej tajgan jest psem średniej wielkości, u którego wysokość w kłębie jest równa lub wyższa (do 2 cm) od wysokości w części krzyżowej.
- Głowa jest klinowata z szerszą częścią mózgoczaszki, sucha i długa. Kufa jest prosta z lekkim garbonosem o czarnej trufli dla każdego typu umaszczenia. Stop jest słabo zaznaczony. Uszy są zwisające, ich długość sięga od 12 do 14 cm, zaokrąglone na końcówkach, osadzone na wysokości oczu lub poniżej ich linii. Zaopatrzone są w dobrze rozwinięte burki.
- Tułów posiada kłąb wyraźnie zaznaczony, za którym znajduje się niewielkie, typowe dla tajgana zaklęśnięcie. Grzbiet jest prosty i muskularny. Klatka piersiowa głęboka i szeroka, o dobrze wykształconych żebrach rzekomych. Zad długi i opadający, ma wyraźne guzy biodrowe, które znajdują się w odległości od siebie nie mniejszej niż 8 cm. Brzuch jest wyraźnie podkasany.
- Kończyny przednie widziane z przodu są proste i równoległe, o dobrze rozwiniętej muskulaturze, suche. Podobnie widziane są kończyny tylne oglądane z tyłu – są proste i równoległe, ale ustawione szerzej od kończyn przednich. Lekko odchylone do tyłu posiadają odpowiednie ukątowanie oraz rozwiniętą muskulaturę. Śródstopie jest długie i pionowe.
- Ogon jest nie za długi o niezbyt rozwiniętym piórze, szablasty, na końcu zwinięty w pierścień. W ruchu ogon jest noszony na równi z linią grzbietu lub nieco powyżej.

### Szata i umaszczenie
Często spotykanym umaszczeniem u tajgana jest umaszczenie czarne lub czarne z białymi znaczeniami. Występuje także szata koloru szarego, płowego w różnych odcieniach, białego lub pręgowanego. Włos jest długi i miękki, a w okresie zimowym tworzy się podszerstek.
Gęstość sierści i długość włosa jest różna w zależności od miejsca występowania na ciele psa – na kufie oraz na przedniej stronie kończyn tylnych i przednich okrywa włosowa jest niedługa. Włos zdobiący, który u tajgana jest wełnisty i zwija się, jest obfity z tyłu mózgoczaszki (dłuższy w części tylnej), na ramionach i szyi. Na udach staje się jeszcze bardziej bujny. W okolicach tułowia włos dłuższy i obfitszy tworzy się mniej więcej od połowy żeber w dół. Na uszach występują tzw. burki, które składają się z włosa miękkiego i wełnistego, opadającego ok. 8 cm poniżej uszu. Od spodu ogon posiada wykształcone w niewielkim stopniu pióro.

## Użytkowość
W rodzimych rejonach chart kirgiski, zarówno dawniej jak i obecnie, jest psem myśliwskim, wykorzystywanym do polowań na sarny, lisy, kozły górskie, korsaki, borsuki czy wilki. Jest także użytkowany w polowaniach wspólnych z birkutem. Szczenięta tych psów, aby uzyskać rodowód muszą pomyślnie przejść przegląd w związku łowieckim w Kirgistanie.